# Boulevard Murat
Le boulevard Murat  est une composante des boulevards des Maréchaux située dans le 16e arrondissement de Paris.

## Situation et accès
Ce boulevard traverse trois portes de Paris : la porte du Point-du-Jour, la porte de Saint-Cloud et la porte Molitor. Il présente la particularité d'être doublé par le boulevard Exelmans, qui permet d'éviter les deux premières portes.

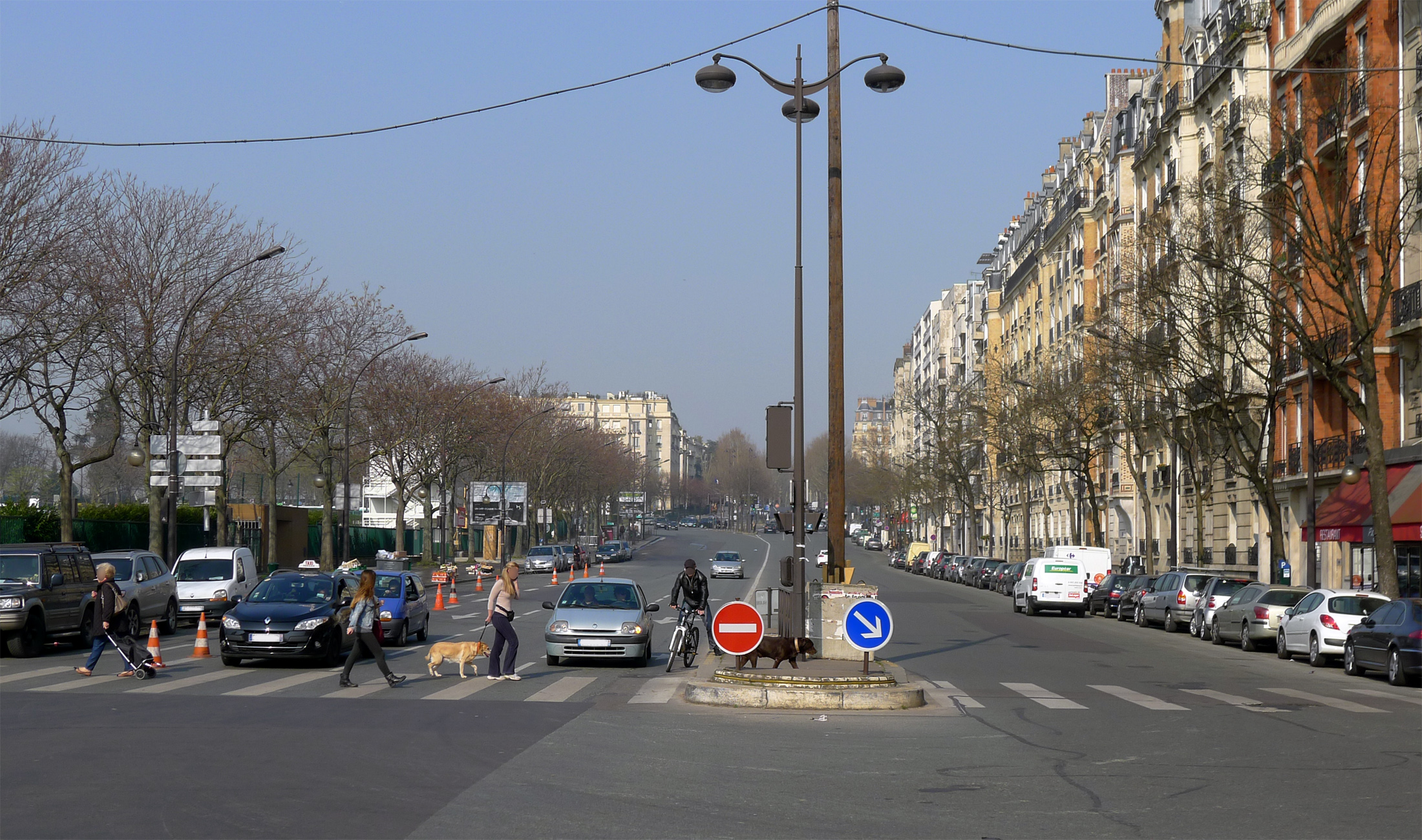
Le boulevard au niveau de la porte Molitor : vers la porte d'Auteuil.
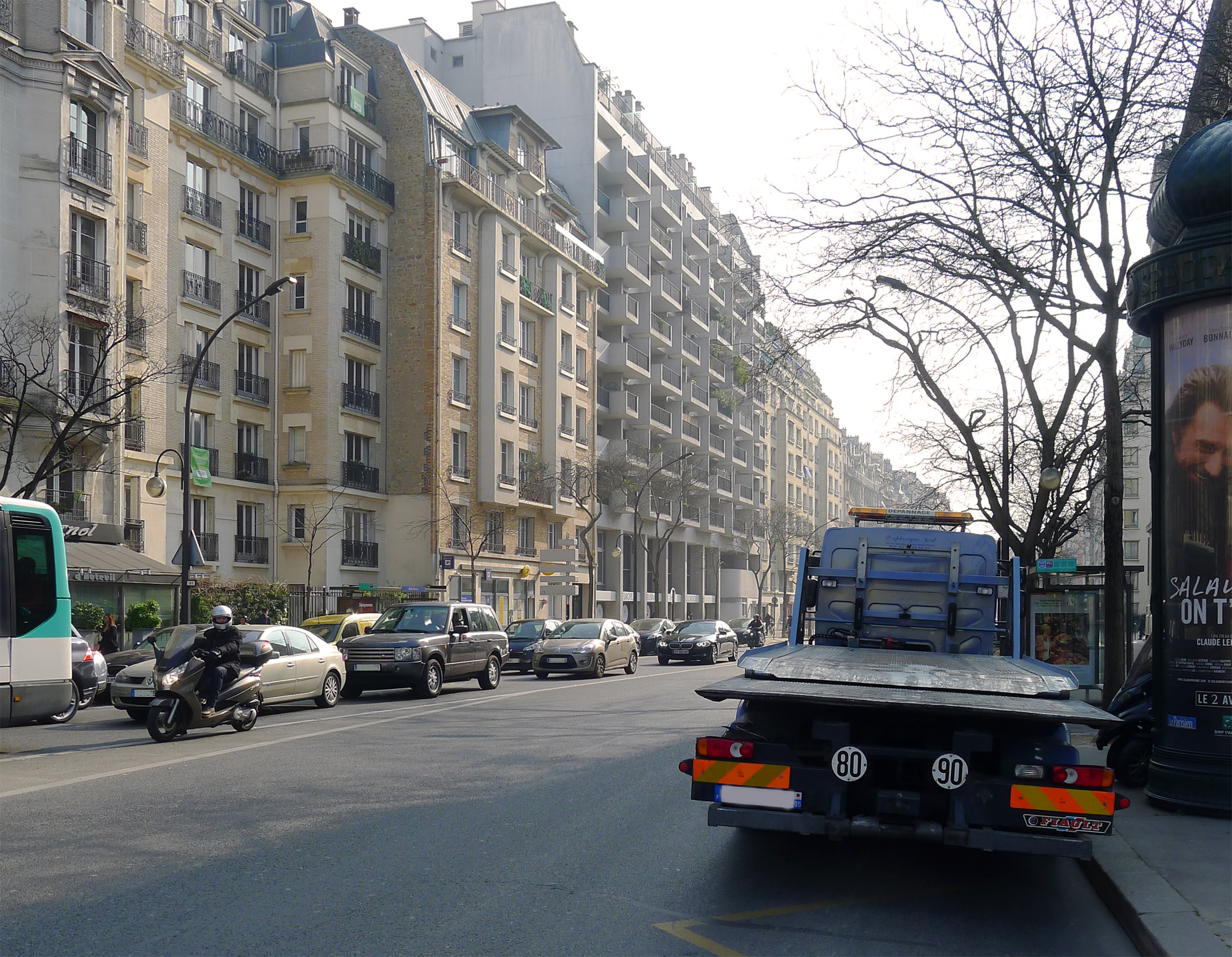
Le boulevard au niveau de la porte Molitor : vers la porte de Saint-Cloud.
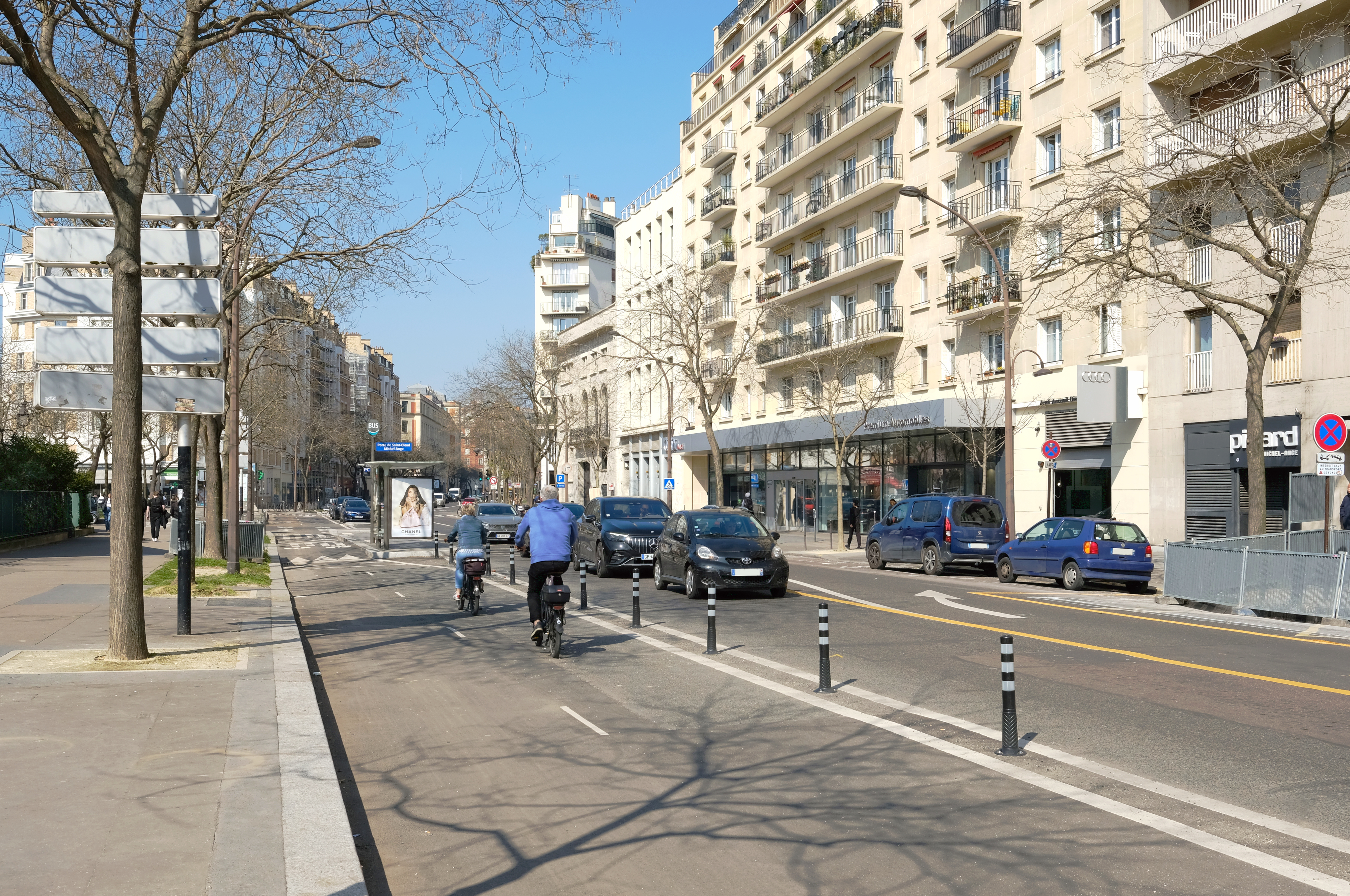
Le boulevard à proximité de la place de la Porte-de-Saint-Cloud.

Le boulevard Murat est accessible par la ligne de bus de Petite Ceinture.

## Origine du nom

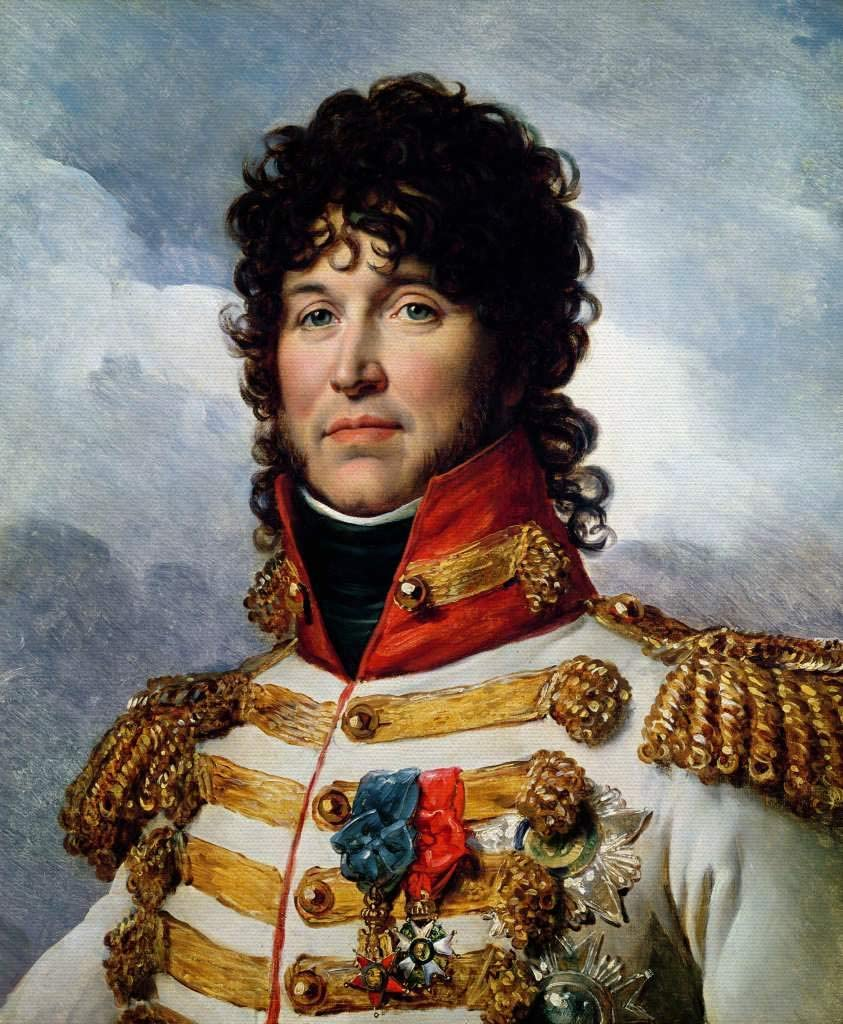
Le maréchal d’Empire Joachim Murat.

Le boulevard tient son nom du maréchal d’Empire Joachim Murat (1767-1815).

## Historique
Le boulevard Murat fait partie de la ceinture de boulevards créée à partir de 1861 le long de l'enceinte de Thiers, à la place de la rue Militaire. Il prend son nom actuel par un décret du 2 mars 1864.

## Bâtiments remarquables et lieux de mémoire
- Le boulevard longe le lycée Jean-de-La-Fontaine et le lycée Claude-Bernard.
- No 2 : terrain de sport Georges-Hébert[2].
- No 29 : la photographe Sabine Weiss y installe son atelier en 1949 et y réside jusqu'à sa mort en 2021[3],[4].
- Nos 37-39 : immeubles de logements construits en 1964-1967 par l'architecte Jean Ginsberg[5].
- No 59 : immeuble d’habitation de huit étages conçu en 1927 par l'architecte Paul Garofalo[6].
- No 59 bis : immeuble d’habitation construit par les architectes Jean Fidler et Alexandre Poliakoff en 1929, signé en façade.
- No 61 : siège de Radio Courtoisie.
- No 65-83 : foyer Jean-Bosco, dont l'entrée principale se trouve 23 rue de Varize (article où est détaillée l'histoire du site).
- No 82-92 : ensemble de logements sociaux type HBM (1932-1934), pour la SGIM, réalisé par l'architecte Auguste Bluysen en association avec les architectes M. Reynard et P. Grenard.
- No 95 : hôtel particulier en béton armé réalisé en 1912 par l'architecte Paul Guadet pour son usage personnel, aidé de l'entreprise des frères Perret. Un jardin suspendu est installé sur le toit-terrasse. En 1922, il est étendu côté rue Erlanger (de nos jours 56-58 rue du Général-Delestraint), afin d'aménager un garage. Si l'intérieur de l'hôtel Gadet a depuis été converti en bureaux, plusieurs éléments d'origine ont été conservés (cheminées, rampe d'escalier, panneau mural en mosaïque)[7].
- No 101 : siège de Réservoir Prod.
- No 101-103 : à l'angle avec la rue du Général-Delestraint (no 55), immeuble construit en 1920 par l'architecte Louis Favier (ou Henri/Henry Favier[8],[9]) pour le ferronnier d'art Edgar Brandt afin d'accueillir sa résidence et ses bureaux[10]. Si le bâtiment a depuis été modifié, de nombreuses ferronneries d'origine ont été conservées, dont le monogramme « EB » au-dessus de la porte d'entrée. Inscrit monument historique en 1986[11].

Au même niveau, en face : place du Général-Stefanik.
- No 105 : domicile de l'acteur Albert Préjean, qui y meurt en 1979[12].
- No 107 : cinéma Le Murat, ouvert en 1948 et fermé en 1972[13].
- No 122 : André Malraux et son épouse Clara emménagent en 1926[réf. nécessaire]. Marcel Pagnol et Vladimir Nabokov y vécurent également[14].
- No 140 : square de la Bresse, voie privée.
- No 146 : Maurice Dorléac et Renée Simonot emménagent dans les années 1950 avec leurs quatre filles : Danielle, Sylvie, Catherine Deneuve et Françoise Dorléac. Cette dernière habitait d'ailleurs l'immeuble d'en face, résidence Murat, au 159, boulevard Murat, jusqu'à sa mort en 1967[15].
- No 149 : villa Sommeiller, ancien passage de 1885, devenu villa privée.
- No 151 : villa Dufresne, créée en 1885 comme la villa Sommeiller sa voisine.
- No 155 : villa Murat, passage ouvert en 1881, bordé de maisons et verdoyante. Devenue une villa privée en 1936.
- No 159 : résidence construite en 1956 avec le projet de l'architecte Jacques Carlu, 1er grand prix de Rome. Y résidèrent notamment le jeune réalisateur Pierre Granier-Deferre et l'actrice Françoise Dorléac.
- No 162 : école maternelle Murat.
- No 163 : ici se trouvait la villa du Baigneur, également accessible par le 27 rue Claude-Terrasse[1].
- No 164 : école élémentaire d'application Murat.
- La journaliste et ancienne Première dame Valérie Trierweiler habite boulevard Murat[16].

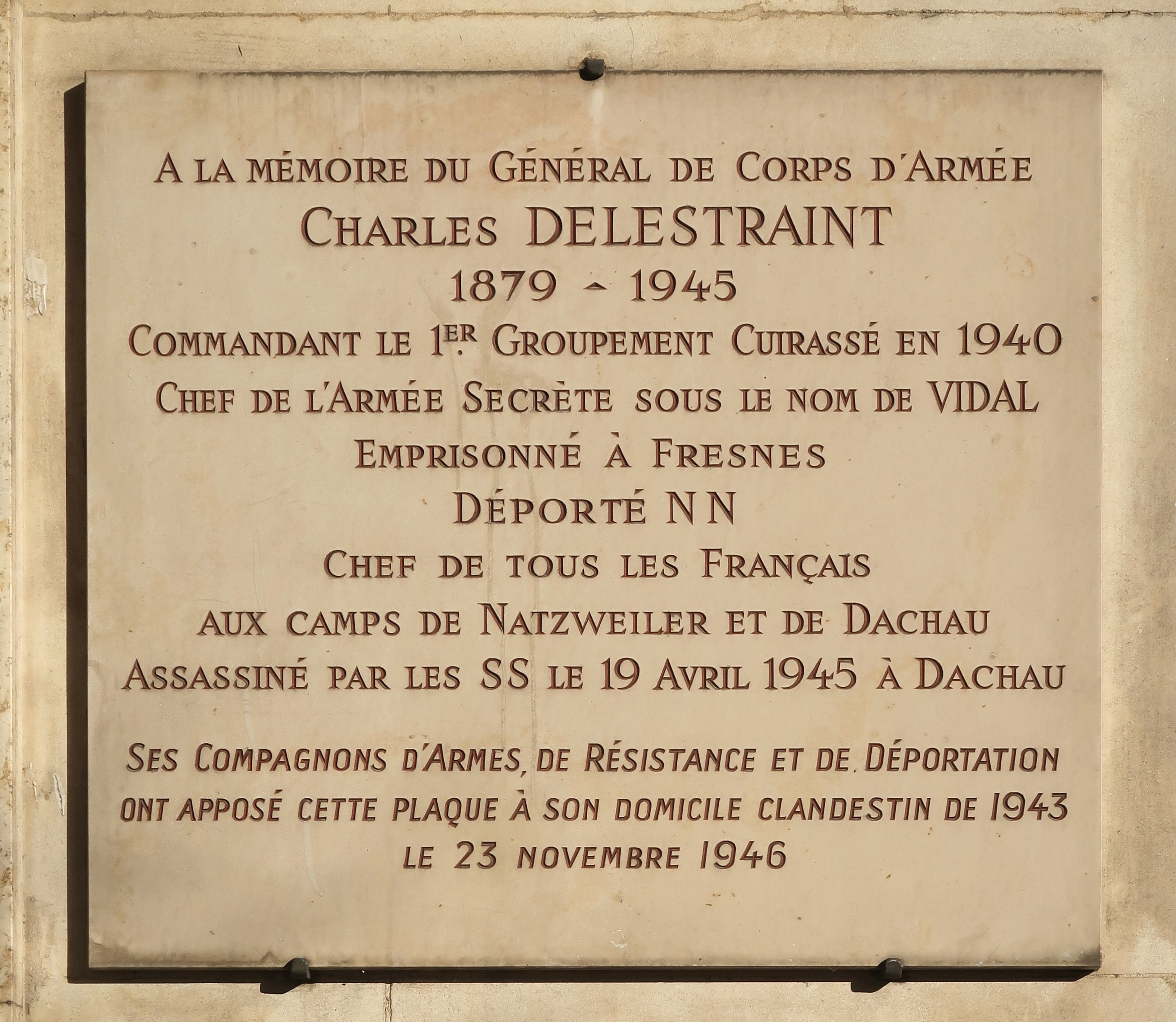
Plaque en hommage à Charles Delestraint au no 35.
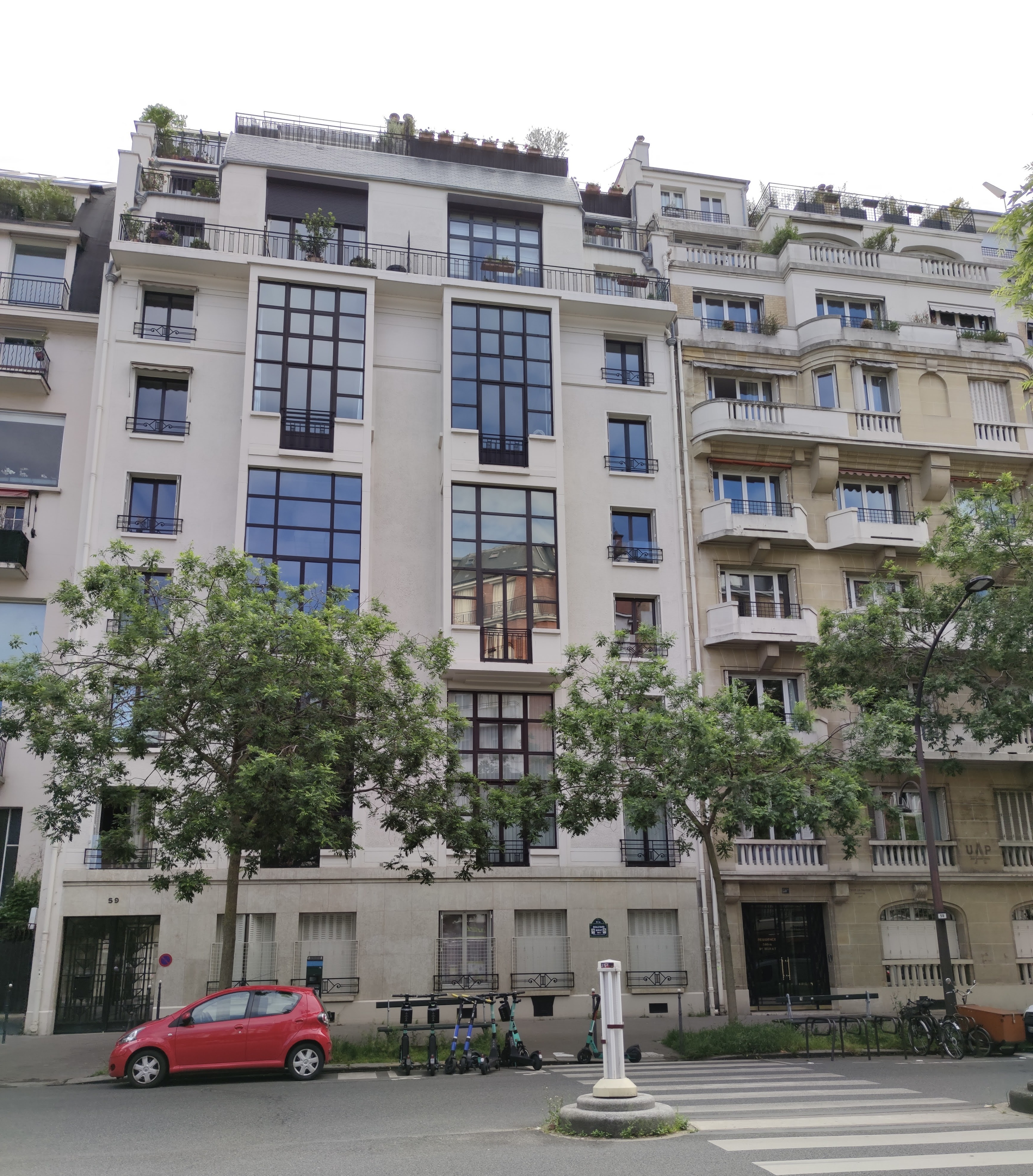
No 59.
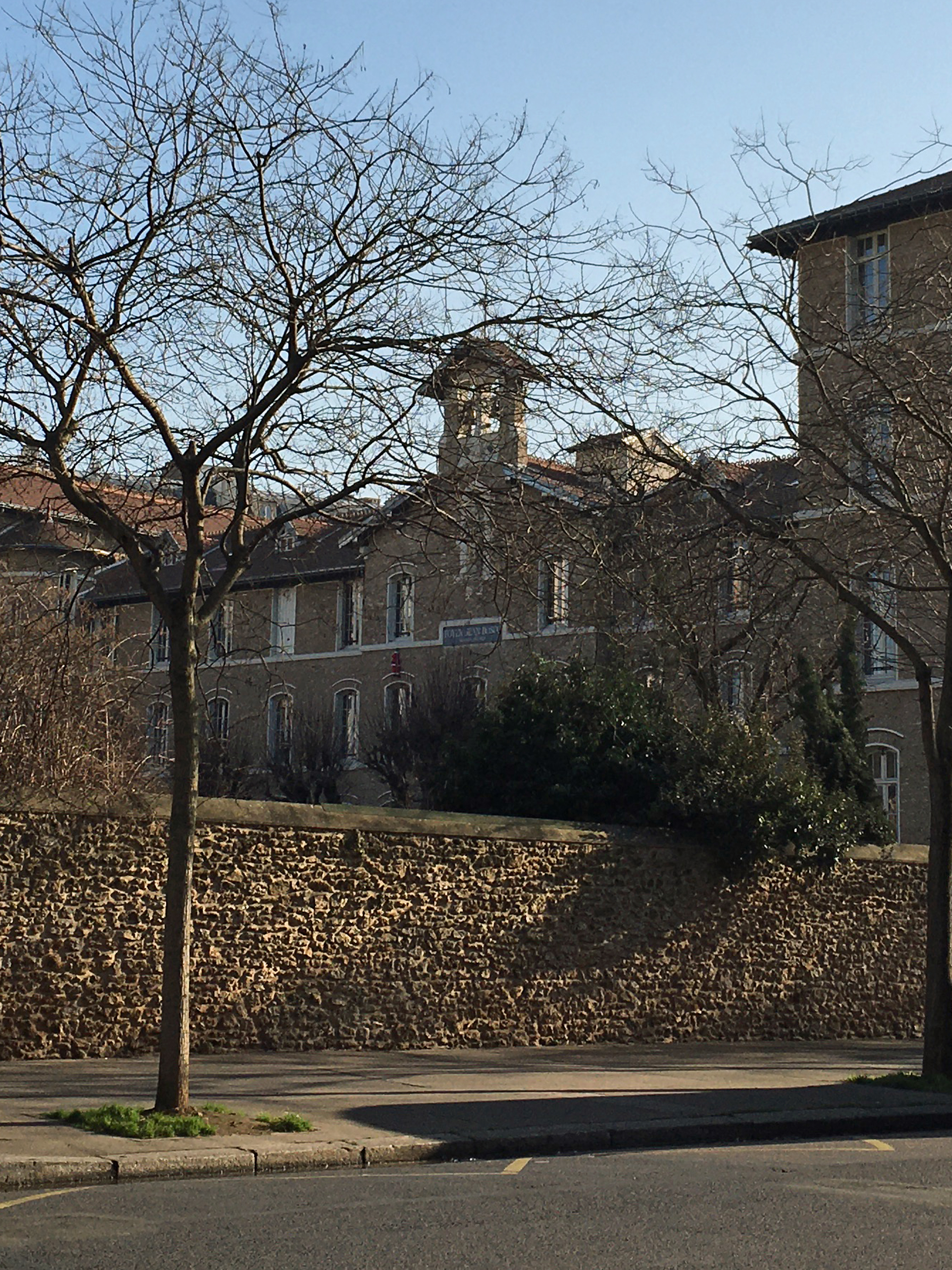
Foyer Jean-Bosco.
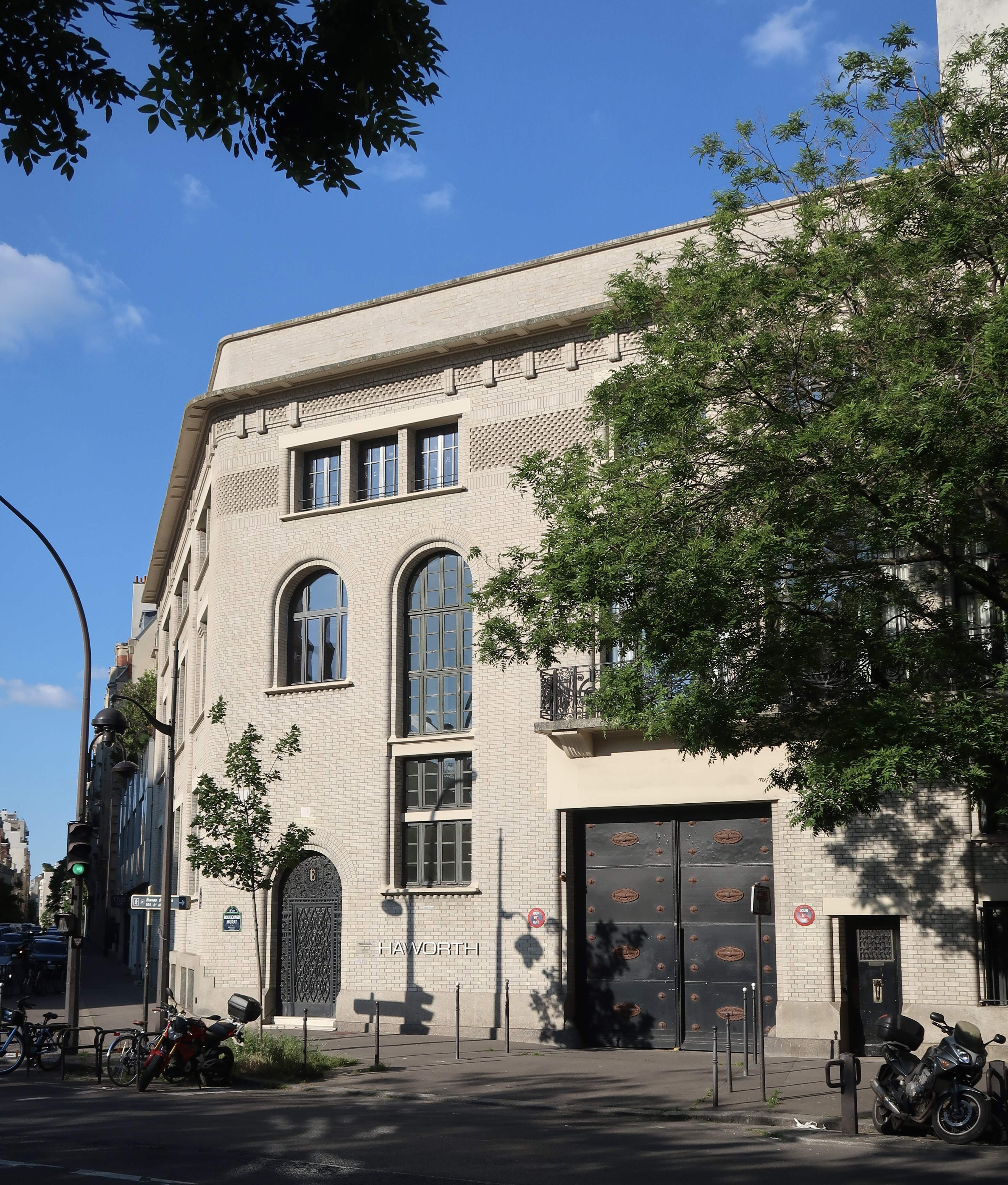
Immeuble Brandt.
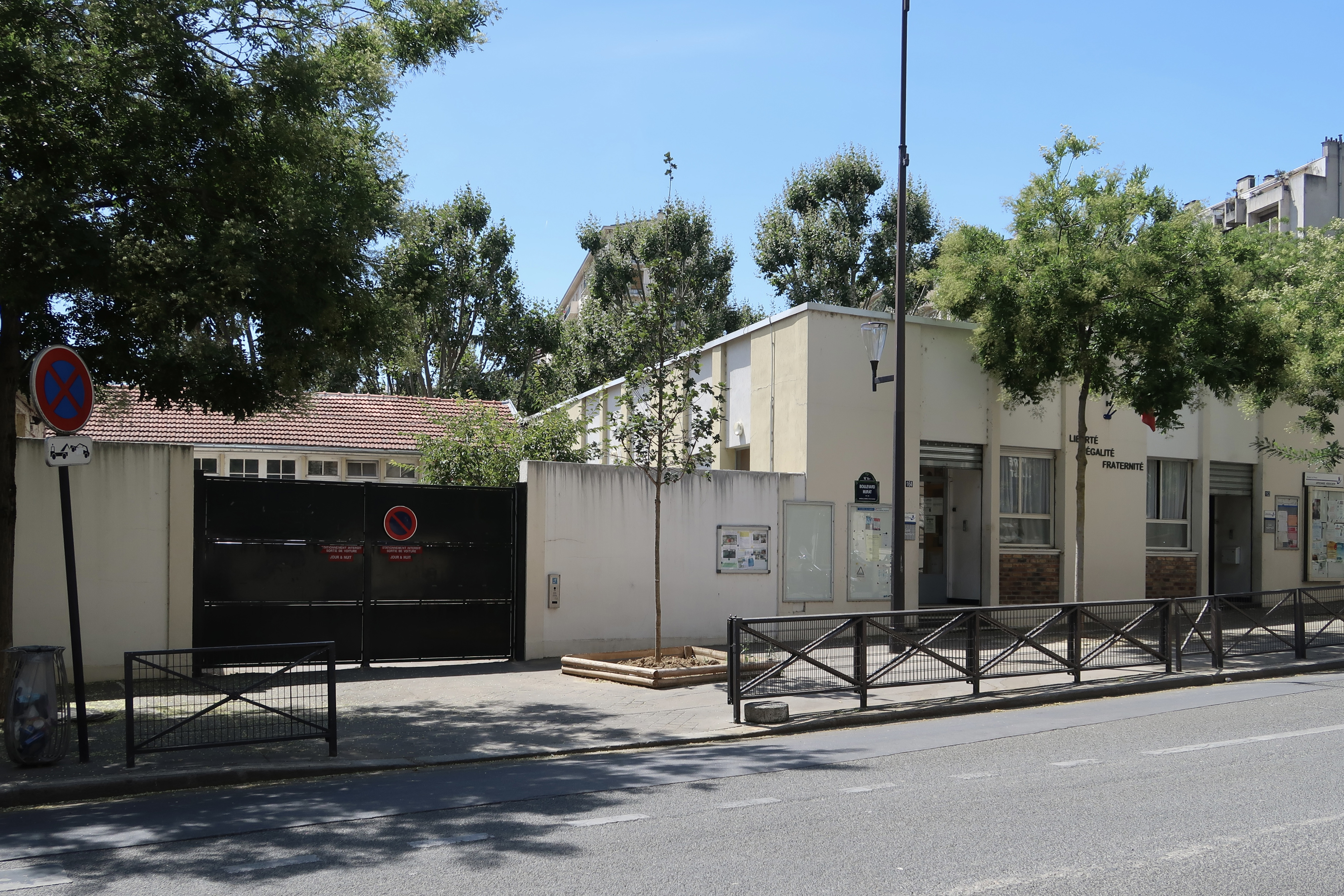
Écoles aux nos 162-164.
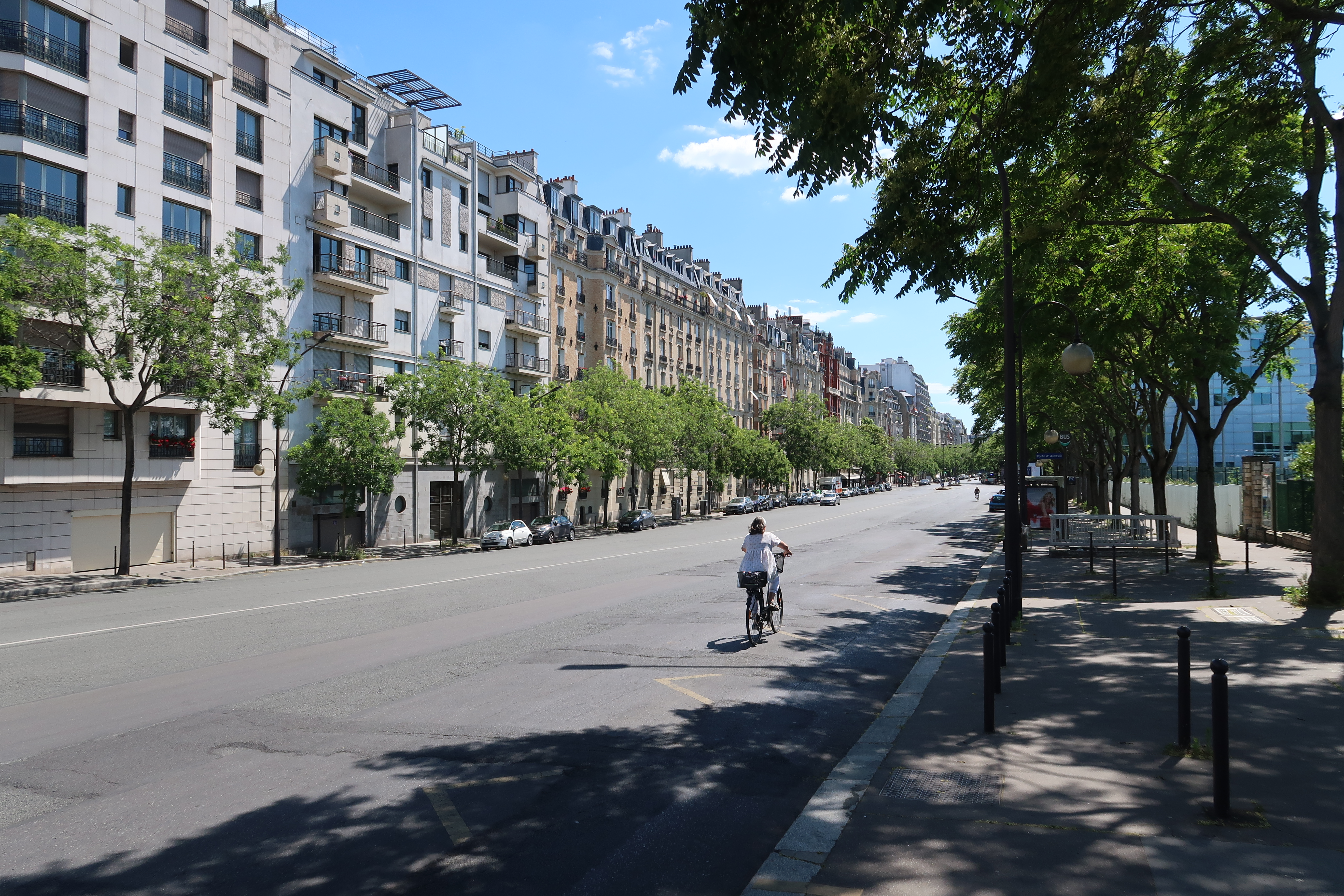
Vue générale (partie nord de la voie).
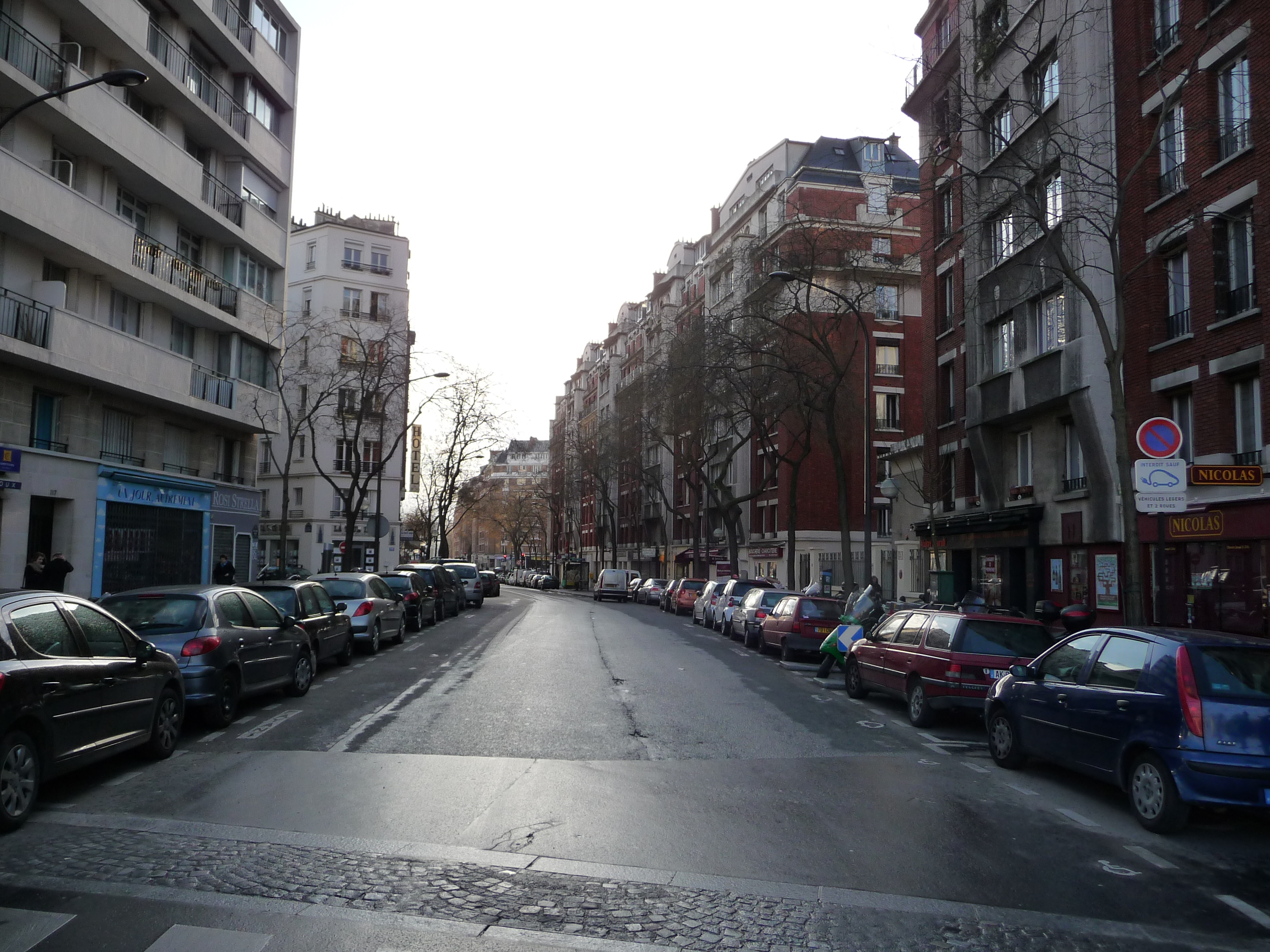
Panorama (partie sud).
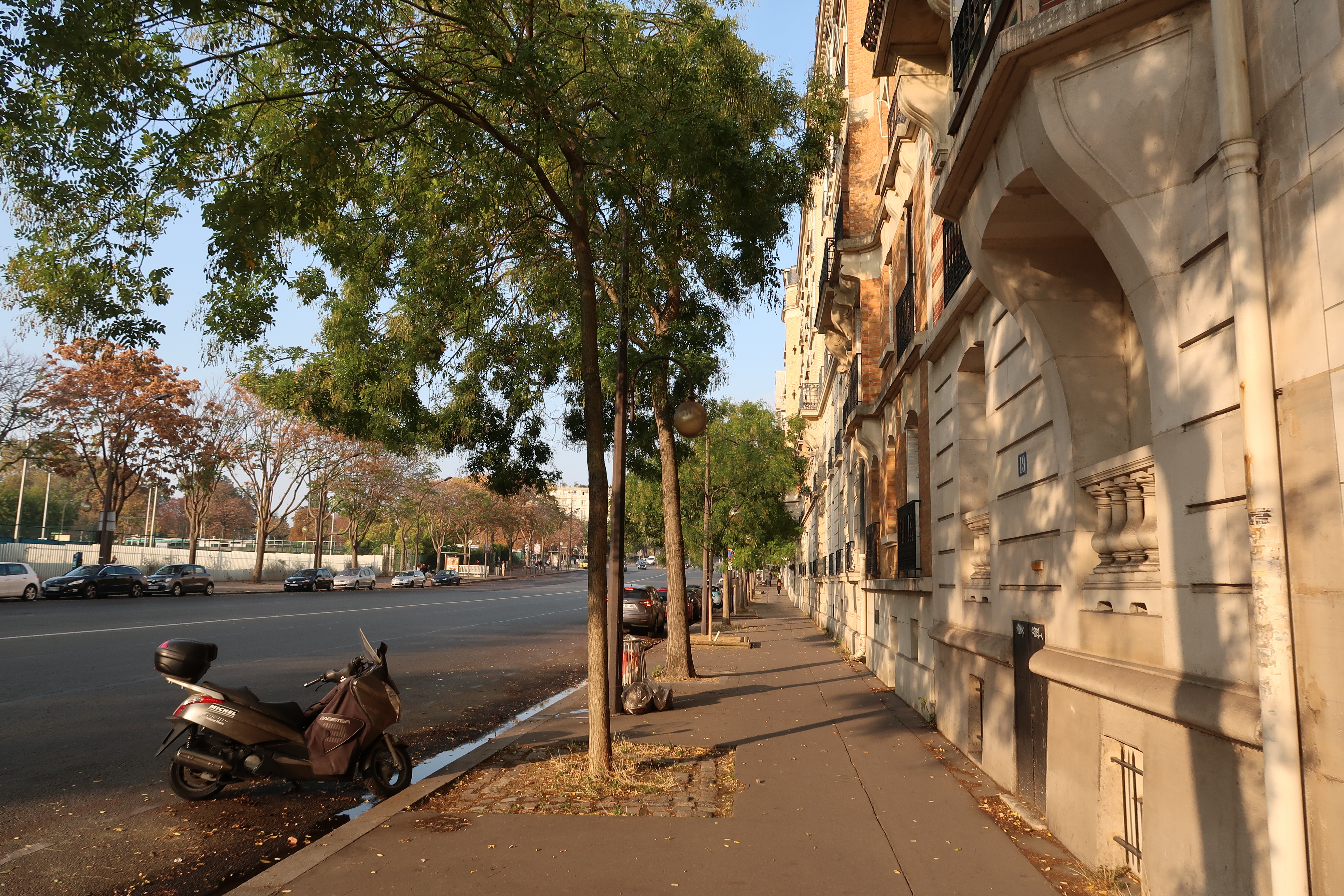
Le boulevard en automne.